# Serena Hotels
Serena Hotels — гостиничная компания, управляющая высококлассными отелями и курортами в Восточной Африке, Южной Африке и Южной Азии.
Serena включает в себя 36 роскошных курортов, домиков для сафари и отелей, расположенных в Восточной Африке (Кения, Танзания, Руанда, Уганда и Мозамбик), Центральной и Южной Азии (Пакистан, Афганистан и Таджикистан).
Serena Hotels Group работает под названием Tourism Promotion Services Ltd («Услуги по продвижению туризма) (TPS Serena»). Компания зарегистрирована на Найробийской фондовой бирже (NSE), где она торгуется под символом TPS . Крупнейшим акционером (45%) является Фонд экономического развития Ага-хана (AKFED), ещё 4% принадлежат Фонду Университета Ага-хана. На ноябрь 2011 год, группа имеет 25 объектов недвижимости в Африке, в странах Кении, Мозамбика, Руанды, Танзании и Уганды . Группа также владеет 11 объектами недвижимости в трех азиатских странах: Афганистане, Пакистане и Таджикистане.
Среди его выдающихся отелей — Исламабад Серена и Кабул Серена, которые подверглись смертоносному нападению в 2008 и 2014 годах.
В сентябре 2020 года Serena Hotels открыла новый отель в Гоме, столице провинции Северное Киву на востоке ДРК . Пятизвездочный отель Goma Serena расположен на берегу озера Киву.
Отель Quetta Serena в Пакистане находился недалеко от места взрыва в Кветте в августе 2021 года  и сам подвергся бомбардировке в апреле того же года.

## Взрыв в отеле Quetta Serena
21 апреля 2021 года в результате взрыва автомобиля погибли по меньшей мере пять человек и еще двенадцать были ранены в отеле Serena, Кветта, Белуджистан, Пакистан, недалеко от афганской границы.

### Бомбардировка
Министр внутренних дел провинции Белуджистан Зиаулла Ланго заявил, что взрыв произошел на парковке отеля. Министр внутренних дел Пакистана шейх Рашид Ахмад объявил, что основной целью, как полагают, был посол Китая в Пакистане Нонг Ронг Хотя посол остановился в роскошном отеле, во время взрыва его там не было. Ещё одна возможная причина нападения заключалась в том, что взрыв в городе Кветта произошел через несколько часов после того, как Пакистан открыл новый пограничный переход с соседним Ираном, что многие критиковали. Министр внутренних дел подтвердил, что никто из постояльцев отеля не пострадал, но среди пяти пострадавших были идентифицированы сотрудник полиции и двое охранников.

### Ответственность
Ответственность за теракт взяло на себя движение «Техрик-и-Талибан Пакистан», заявив, что это был теракт террориста -смертника.

## Награды
Награды World Travel Awards (WTA)
- 2008,2014,2015,2016,2017,2018,2019,2020,2021:[18][19] Ведущий отель Пакистана (Отель Серена в Исламабаде )
- 2014, 2015, 2016, 2017, 2019, 2020, 2021:[20] Лучший гостиничный люкс Пакистана (Президентский люкс в отеле Islamabad Serena)
- 2014,2015,2016,2017,2018,2019,2020,2021:[21] Ведущий отель Афганистана (отель Kabul Serena )
- 2015,2016,2017,2018,2019,2020,2021:[22] Ведущий отель Таджикистана (Душанбе Серена Отель)
- 2008,2009,2015,2016:[23] Ведущий зеленый отель Африки (отель Nairobi Serena)
- 2005,2009,2015:[24] Ведущий отель Кении (отель Nairobi Serena)
- 2012,2013,2014,2015,2016,2017,2019,2020,2021: Ведущий отель Руанды ( Kigali Serena Hotel)
- 2017, 2020, 2021: Лучший гостиничный люкс Руанды (Президентский люкс в отеле Kigali Serena)
- 2016, 2017: Ведущий отель Занзибара (Отель Zanzibar Serena)
- 2012,2013,2014,2015,2016,2017,2018,2019,2020,2021: Ведущий отель Уганды ( Kampala Serena Hotel)
- 2014, 2015, 2018, 2019: Лучший гостиничный люкс Уганды (Президентский люкс @ Lake Victoria Serena Resort & SPA)
- 2016, 2017: Лучший гостиничный люкс Уганды (Президентский люкс @ Lake Victoria Serena Resort)
- 2020, 2021:[25] Лучший гостиничный люкс Уганды (Royal Suite @ Kampala Serena Hotel)
- 2004,2005,2006,2015,2016,2017,2019,2020,2021: Ведущий отель Мозамбика (отель Polana Serena)
- 2014,2016,2017,2018,2019,2020,2021: Лучший гостиничный люкс Мозамбика (Президентский люкс @ Polana Serena Hotel)